# Чистая кровь (роман)
«Чистая кровь» (исп. Limpieza de sangre) — второй роман Артуро Переса-Реверте, из
цикла о капитане Алатристе, вышедший в 1997 году. Предыдущий роман цикла — «Капитан Алатристе». Следующий роман цикла — «Испанская ярость».

## Сюжет
Друг капитана Алатристе, поэт дон Франсиско де Кеведо знакомит приятеля с доном Винсентом де ла Крузом и его двумя сыновьями. У этой семьи проблема — дочь дона де ла Круза, находится в монастыре на послушании, куда поступила почти год назад. Этот монастырь был отрекомендован дону де ла Крузу как один из самых лучших, но на деле оказался вертепом, где послушниц заставляют исполнять все прихоти капеллана Хуана Короадо.
Девушка сама не может покинуть монастырь, мужчин туда не пускают. Единственный способ вызволить дочь дон де ла Круз видит в вооружённом нападении. Поэтому они хотят нанять капитана Алатристе и его друга дона де Кеведо для участия в этом благородном, весьма щедро оплаченном, но слегка дурно пахнущем деле.
Дело дурно пахнет по причине происхождения дона Винсента де ла Круза. Оказывается, ещё дед дона исповедовал иудейство. В Испании времен Инквизиции к таким людям, пусть даже исповедующим католическую веру, относились не просто как к людям второго сорта, а как к прямым кандидатам на костер. Озабоченные чистотой веры фанатики Инквизиции подозревали таких людей в тайном соблюдении ритуалов религии, от которой они прилюдно отреклись. А добывать «доказательства» чиновники от Инквизиции в то время умели — был бы человек, а доказательства найдутся.
Налет на монастырь состоялся. Он окончился блистательным провалом, поскольку нападавших ожидала засада. Дон Винсент де ла Круз и его младший сын дон Луис погибли на месте, Иньиго Бальбоа был схвачен и заточен в застенках Инквизиции в Толедо. Руководил засадой старый враг капитана Алатристе, итальянец Гвальтерио Малатеста.
Теперь капитану Алатристе и дону Франсиско де Кеведо предстоит спасти Иньиго Бальбоа.
Действие происходит через несколько месяцев после событий, изложенных в первой книге. Указывается год 1623, второй год царствования Филиппа IV. Указывается точная дата суда над Иньиго — воскресенье, 4 июня.

## Персонажи

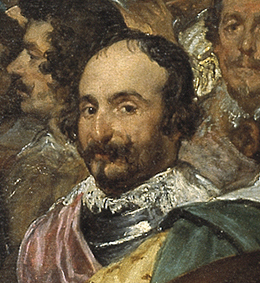
Фрагмент картины Диего Веласкеса «Сдача Бреды», на которой, по утверждению исследователей, якобы изображен капитан Алатристе.
На самом деле рентгенограмма показывает, что образ капитана (впоследствии закрашенный Веласкесом) расположен в другом месте

- Диего Алатристе-и-Тенорио, по прозвищу «капитан Алатристе» — главный персонаж цикла. В его внешности не произошло заметных изменений, разве что прибавилось несколько новых отметин.
- И́ньиго Бальбо́а — паж капитана. От его имени ведется рассказ. На момент повествования ему ещё не исполнилось четырнадцати лет, что спасло его от пыток в застенках Инквизиции (не считая, конечно, плетей, побоев и голода). По тогдашним законам пыткам можно подвергать людей, начиная с четырнадцати лет.
- Франсиско де Кеведо, дон, друг капитана Алатристе — поэт, и соучастник налета на монастырь св. Бенедикта.
- Винсенте Круз, де ла, дон — родом из Валенсии. На вид ему больше шестидесяти. Хотя совсем сед, сохранил юношескую стать и мужественную крепость. Худощав. Погиб при налете на монастырь.
- Херонимо, дон — старший сын дона Винсенте де ла Круза, двадцать пять лет. Пропал без вести после провала. Предположительно, остался жив.
- Луис, дон — младший сын дона Винсенте де ла Круза, восемнадцать лет. Умер на руках у Иньиго Бальбоа.
- Эльвира — дочь дона Винсенте де ла Круза, из-за которой разгорелся весь сыр-бор. Иньиго Бальбоа видел её всего два раза. В первый раз — во время очной ставки с ним самим, когда Эльвира, изломанная пытками, подтвердила все выдвинутые против Иньиго пункты обвинения. Второй раз — на суде. Иньиго описывает её как невысокую женщину, больше похожую на старуху, чем на юную девушку. Голос хриплый, доведена пытками до полнейшего отупения. Погибла на костре.
- Хуан Короадо, преподобный — капеллан приюта Поклонения, под патронажем ордена св. Бенедикта. Красивый мужчина, пользуется вниманием знатных женщин, охотно посещающих его мессы. Иньиго видит его всего один раз, во время разведки. В конце повествования погибает от руки неизвестного лица.
- Гаспар Гусман, де, граф Оливарес — первый министр короля Филиппа IV. Принял участие в деле Иньиго Бальбоа, однако заявил, что по его каналам ничего сделать невозможно. Однако капитан Алатристе смог убедить его предоставить информацию, благодаря которой удалось спасти Иньиго.
- Эмилио Боканегра — председатель Священного Трибунала Инквизиции. Принял личное участие в допросах Иньиго Бальбоа. Главный интерес его любознательности, конечно, капитан Алатристе.
- Альваро Марка, де ла, граф де Гуадальмедина. Раздобыл ключи и план дома, в котором проживал Луис де Алькесар.
- Луи́с Альке́сар, де — секретарь Его Величества, Филиппа IV. Организовал слежку за капитаном Алатристе, благодаря которой провалилась затея с налетом на монастырь.
- Анхелика Алькесар, де — племянница Луиса де Алькесара. На время повествования ей двенадцать лет. Подарила Иньиго медальон с надписью на еврейском языке, который наивный паж хранил у сердца. Дальнейшие события показали, что Анхелика прекрасно знала о готовящемся штурме монастыря и последующей засаде. Этот медальон послужил Инквизиции бесспорным доказательством того, что Бальбоа тайно исповедует иудаизм. Таким образом, вручив Иньиго медальон, Анхелика сознательно отправила его на костер.
- Гвальтерио Малатеста — головорез, наемный убийца. Руководил засадой, схватил и разоружил Иньиго.
- Каридад Непруха — содержательница таверны «У Турка».
- Мартин Салданья — лейтенант королевской полиции, альгвасил. Делился с капитаном Алатристе информацией по делу Иньиго Бальбоа. Из этой информации следовало, что Бальбоа молчит на допросах, поэтому капитан так и не объявлен в розыск.
- Хуан Вигонь — Завсегдатай таверны «У Турка». Содержит небольшой игорный дом. В этом заведении капитан Алатристе прятался после провала операции.
- Пе́рес, преподобный — иезуит, настоятель церкви Святых Петра и Павла. Завсегдатай таверны «У Турка». По своим каналам добывал информацию по делу Иньиго Бальбоа.
- Бартоло Типун — сокамерник Диего, с которым у капитана произошла стычка в первом романе. Судьба свела обоих вновь.